# Clairette du Languedoc
Clairette du Languedoc is een witte Franse wijn uit de Languedoc. 
De wijn kan zowel droog als zoet zijn. De laatste jaren overtreft het aandeel zoete wijnen de droge. 

## Kwaliteitsaanduiding
Clairette du Languedoc heeft sinds 1948 een AOC-AOP-status. 

## Toegestane druivensoorten
De wijn mag alleen gemaakt worden van Clairette.

## Opbrengst en productie
- Areaal is 100 ha.
- Opbrengst is gemiddeld 45 hl/ha.
- Productie bedraagt 2500 hl.
- 100% witte wijn.

## Producenten
- 7 coõperatieve wijnboeren
- 11 private wijnboeren